# Duncan Huisman
Duncan Huisman (Doornspijk, 1971. november 11. –) holland autóversenyző, 2003-ban megnyerte a túraautó-Európa-bajnokság privát versenyzők számára kiírt értékelését. Bátyja, Patrick Huisman szintén autóversenyző.

## Pályafutása
1997-ben és 2000-ben megnyerte a Holland túraautó-bajnokságot. 2001-től 2004-ig a Túraautó-Európa-bajnokságban versenyzett. 2005-ben a Túraautó-világbajnokság egyetlen állomásán vett részt, az utolsó versenyhétvégén, Makaóban, az első futamon hatodik, még a másodikon első lett. Pályafutása során négy alkalommal nyerte meg a Makaói Nagydíj túraautók számára kiírt versenyét, a Macau Guia-t.

### Teljes túraautó-világbajnokság eredménylistája
| Év   | Csapat               | Autó      | 1   | 1   | 2   | 2   | 3   | 3   | 4   | 4   | 5   | 5   | 6   | 6   | 7   | 7   | 8   | 8   | 9   | 9   | 10  | 10  | 11  | 11  | 12  | 12  | Helyezés | Pont |
| 2005 | BMW Team Holland     | BMW 320i  | MON | MON | MGN | MGN | SLV | SLV | IMO | IMO | PUE | PUE | SPA | SPA | OSC | OSC | IST | IST | VAL | VAL | MAC | MAC |     |     |     |     | 13.      | 13   |
| ---- | -------------------- | --------- | --- | --- | --- | --- | --- | --- | --- | --- | --- | --- | --- | --- | --- | --- | --- | --- | --- | --- | --- | --- | --- | --- | --- | --- | -------- | ---- |
| 2005 | BMW Team Holland     | BMW 320i  |     |     |     |     |     |     |     |     |     |     |     |     |     |     |     |     |     |     | 6   | 1   |     |     |     |     | 13.      | 13   |
| 2006 | BMW Team Italy-Spain | BMW 320si | MON | MON | MGN | MGN | BRA | BRA | OSC | OSC | CUR | CUR | PUE | PUE | BRN | BRN | IST | IST | VAL | VAL | MAC | MAC |     |     |     |     | 13.      | 22   |
| 2006 | BMW Team Italy-Spain | BMW 320si |     |     |     |     |     |     |     |     | 11  | 16  | 21  | 11  | 18  | 9   | 5   | 10  | 7   | 2   | 2   | 13  |     |     |     |     | 13.      | 22   |
| 2007 | Team AVIVA           | BMW 320si | CUR | CUR | ZAN | ZAN | VAL | VAL | PAU | PAU | BRN | BRN | POR | POR | AND | AND | OSC | OSC | BRA | BRA | MON | MON | MAC | MAC |     |     | Hn       | 0    |
| 2007 | Team AVIVA           | BMW 320si |     |     |     |     |     |     |     |     |     |     |     |     |     |     |     |     |     |     |     |     | 9   | 11  |     |     | Hn       | 0    |
| 2008 | Wiechers-Sport       | BMW 320si | CUR | CUR | PUE | PUE | VAL | VAL | PAU | PAU | BRN | BRN | EST | EST | BRA | BRA | OSC | OSC | IMO | IMO | MON | MON | OKA | OKA | MAC | MAC | 24.      | 0    |
| 2008 | Wiechers-Sport       | BMW 320si |     |     |     |     |     |     |     |     |     |     |     |     | 16  | 10  |     |     |     |     |     |     |     |     |     |     | 24.      | 0    |

### Teljes GT1-világbajnokság eredménylistája
| Év   | Csapat          | Autó     | 1      | 2      | 3      | 4      | 5      | 6      | 7      | 8      | 9      | 10     | 11     | 12     | 13     | 14     | 15        | 16         | 17        | 18        | 19        | 20        | Poz. | Pont |
| ---- | --------------- | -------- | ------ | ------ | ------ | ------ | ------ | ------ | ------ | ------ | ------ | ------ | ------ | ------ | ------ | ------ | --------- | ---------- | --------- | --------- | --------- | --------- | ---- | ---- |
| 2010 | Mad-Croc Racing | Corvette | ABU QR | ABU CR | SIL QR | SIL CR | BRN QR | BRN CR | PRI QR | PRI CR | SPA QR | SPA CR | NÜR QR | NÜR CR | ALG QR | ALG CR | NAV QR 15 | NAV CR Ret | INT QR 18 | INT CR 19 | SAN QR Ni | SAN CR Ni | 55.  | 0    |

## Külső hivatkozások
- Duncan Huisman hivatalos honlapja